# Dasiops trichosternalis
Dasiops trichosternalis är en tvåvingeart som beskrevs av Morge 1959. Dasiops trichosternalis ingår i släktet Dasiops och familjen stjärtflugor. Arten har ej påträffats i Sverige. Inga underarter finns listade i Catalogue of Life.